# 博蒙莱诺南
博蒙莱诺南（法語：Beaumont-les-Nonains，法語發音：[bomɔ̃ le nɔnɛ̃]）是法国瓦兹省的一个市镇，属于博韦区。博蒙莱诺南曾于2019年1月1日与市镇拉讷维尔加尼耶和维洛特朗合并为新市镇莱欧塔利康。2024年1月1日，博蒙莱诺南脱离莱欧塔利康，重新成为独立市镇。

## 地理
博蒙莱诺南（49°19'40"N, 2°0'29"E）面积9.53 平方千米，位于法国上法蘭西大區瓦兹省，该省份为法国北部内陆省份，北起索姆省，西接厄尔省和滨海塞纳省，南至塞纳-马恩省和瓦兹河谷省，东临埃纳省。
与博蒙莱诺南接壤的市镇（或旧市镇、城区）包括：拉乌苏瓦、茹伊苏泰勒、勒梅尼勒泰里比、普伊、瓦尔当皮埃尔、蒙舍夫勒伊、莱欧塔利康、欧讷伊。
博蒙莱诺南的时区为UTC+01:00、UTC+02:00（夏令时）。

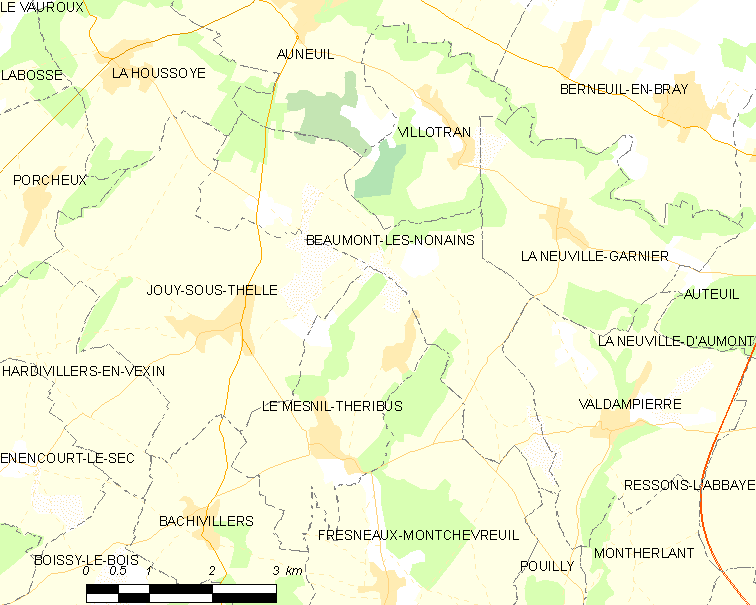
博蒙莱诺南的OSM定位图

## 行政
博蒙莱诺南的邮政编码为60390，INSEE市镇编码为60054。

## 政治
博蒙莱诺南所属的省级选区为韦克桑地区肖蒙县。

## 人口

1962-2008年间博蒙莱诺南人口变化图示

博蒙莱诺南于2022年1月1日时的人口数量为337人。